# Gutlak z Crowland
Gutlak z Crowland – chrześcijański święty z Lincolnshire w Anglii. Jest szczególnie czczony w Fens we wschodniej Anglii.  

## Biografia
Urodził się w Mercji około 670 roku. Był synem szlachcica imieniem Penwald (według innych źródeł Penwal) oraz jego żony Tetty. Miał też siostrę - Pegę, która także została ogłoszona świętą. W wieku piętnastu lat zaciągnął się do wojska i przez parę lat brał udział w walkach na granicy Mercji. 
W wieku 24 lat poczuł jednak powołanie do służby Bogu. Wstąpił do podwójnego klasztoru w Repton. Po dwóch latach w klasztorze poczuł jednak powołanie do życia pustelniczego. Osiadł wówczas na wyspie położonej wśród niedostępnych bagien w Lincolnshire. Tam doznawał licznych objawień  (m.in. św. Bartłomieja), a także ataków złego ducha. Przypisuje mu się dokonanie licznych cudów (m.in. uzdrowienia, czy przepowiadanie przyszłości). 
Sława jego świętości, a także nadprzyrodzone zjawiska mu towarzyszące, sprawiły, że do jego pustelni zaczęli licznie napływać pielgrzymi. Wśród odwiedzających go gości był Aethelbald, król Mercji.
Na łożu śmierci Gutlak opowiedział o aniele zesłanym przez Boga, który był jego towarzyszem. Zmarł 3 kwietnia 714 roku, a jego śmierci towarzyszyły nadprzyrodzone zjawiska. 
Jego pogrzeb był zgodnie z jego życzeniem, skromny, ale wobec rozwiniętego kultu, zdecydowano się na ekshumowanie i jeszcze raz stosowne pochowanie. Wtedy przekonano się, że ciało jego nie uległo rozkładowi. Z rozkazu króla Aethelbalda, zbudowano mu okazały grobowiec. Wokół niego powstało z czasem opactwo Croyland. Opactwo i grobowiec świętego zostały zniszczone w czasie najazdu Duńczyków. Jego relikwie zaginęły.  
Najbardziej znanym źródłem informacji o św. Gutlaku jest jego biografia spisana przez anglosaskiego mnicha Feliksa w latach 730-740. 